# Симагин, Владимир Александрович
Владимир Александрович Симагин (род. 5 августа 1974, пос. Пионер, Пензенская область) — российский партийный и государственный деятель. Депутат Государственной Думы Российской Федерации шестого созыва (2011—2016) от фракции КПРФ, был членом Комитета Государственной Думы по делам СНГ, евроинтеграции и связям с соотечественниками.

## Биография
Родился 5 августа 1974 года в п. Пионер Кузнецкого района. Отец — инженер-строитель, мать — лаборант. В 1996 году окончил Пензенский государственный архитектурно-строительный институт.
Трудовую деятельность начал после окончания института на Государственном научно-производственном предприятии «Рубин» инженером. Работал помощником депутата Государственной Думы, депутатом городской Думы, депутатом Законодательного Собрания Пензенской области.
С 1992 года член Коммунистической партии Российской Федерации. В 1994 году вместе со своими товарищами возродил областную комсомольскую организацию.
В 1996—2000 годах — 1-й секретарь областного комитета РКСМ.
В настоящее время — кандидат в члены ЦК КПРФ, 2-й секретарь Пензенского обкома КПРФ.
В 2000 году избран депутатом Пензенской городской Думы. Являясь депутатом Думы III созыва, был членом комиссий по экономике и бюджету, местному самоуправлению, руководителем фракции КПРФ.
С декабря 2007 года по декабрь 2011 года — депутат Законодательного собрания Пензенской области, член постоянной комиссии по государственному строительству и вопросам местного самоуправления, руководитель фракции «КПРФ» в Законодательном Собрании Пензенской области.
С декабря 2011 года по 2016 год был депутатом Государственной Думы Российской Федерации шестого созыва от фракции КПРФ, членом Комитета Государственной Думы по делам СНГ, евроинтеграции и связям с соотечественниками.
Зарегистрированный кандидат в губернаторы Пензенской области на губернаторских выборах 13 сентября 2015 года, по итогам которых занял второе место, набрав 7,75 % голосов избирателей.
С 2017 года — проректор по непрерывному образованию и трудоустройству Пензенского государственного университета.

## Награды
- Медаль «За возвращение Крыма» (Министерство обороны Российской Федерации)[3];
- Орден ЦК КПРФ «За заслуги перед партией»[4];
- Почетная грамота Губернатора Пензенской области (2021)[5].